# Vincent Adriaenssen

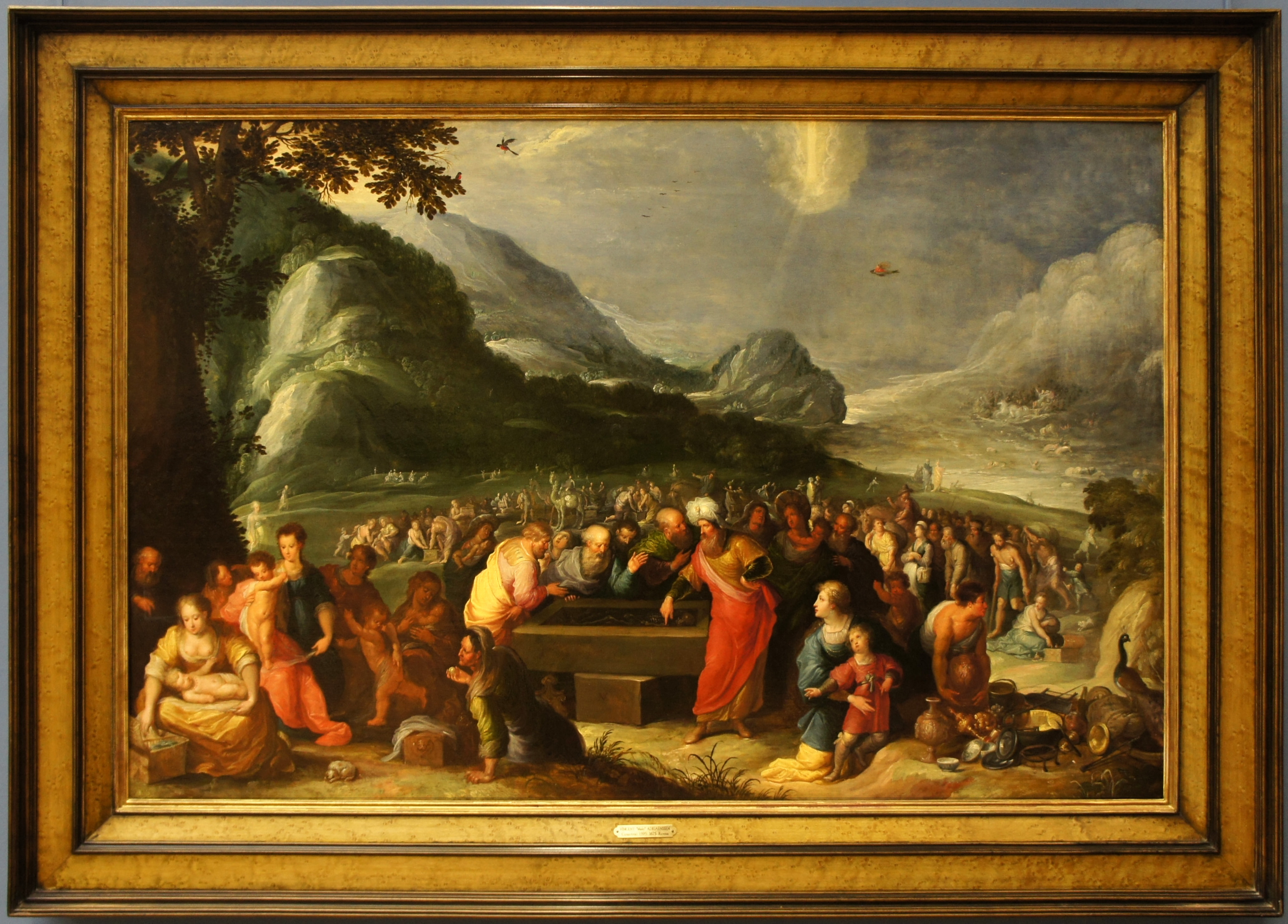
Mozes leidt de Israëlieten naar het beloofde land, Musée des beaux-arts et d'archéologie de Châlons-en-Champagne.

Vincent Adriaenssen (naamsvarianten: Vincent Adriaensz, Vincent Adriani, Vincenz Leckerbetien, Vincent Leckerbeetjen, bijnamen: le Manchole, Il Manciola, Il Manciolla en Il Mozzo di Anversa) (Antwerpen, 1595 – Rome, 1675), was een Vlaams kunstschilder uit de baroktijd die een gedeelte van zijn carrière in Parijs en Rome actief was.  Hij genoot vooral bekendheid voor zijn landschappen, veldslagen en jachtvoorstellingen.

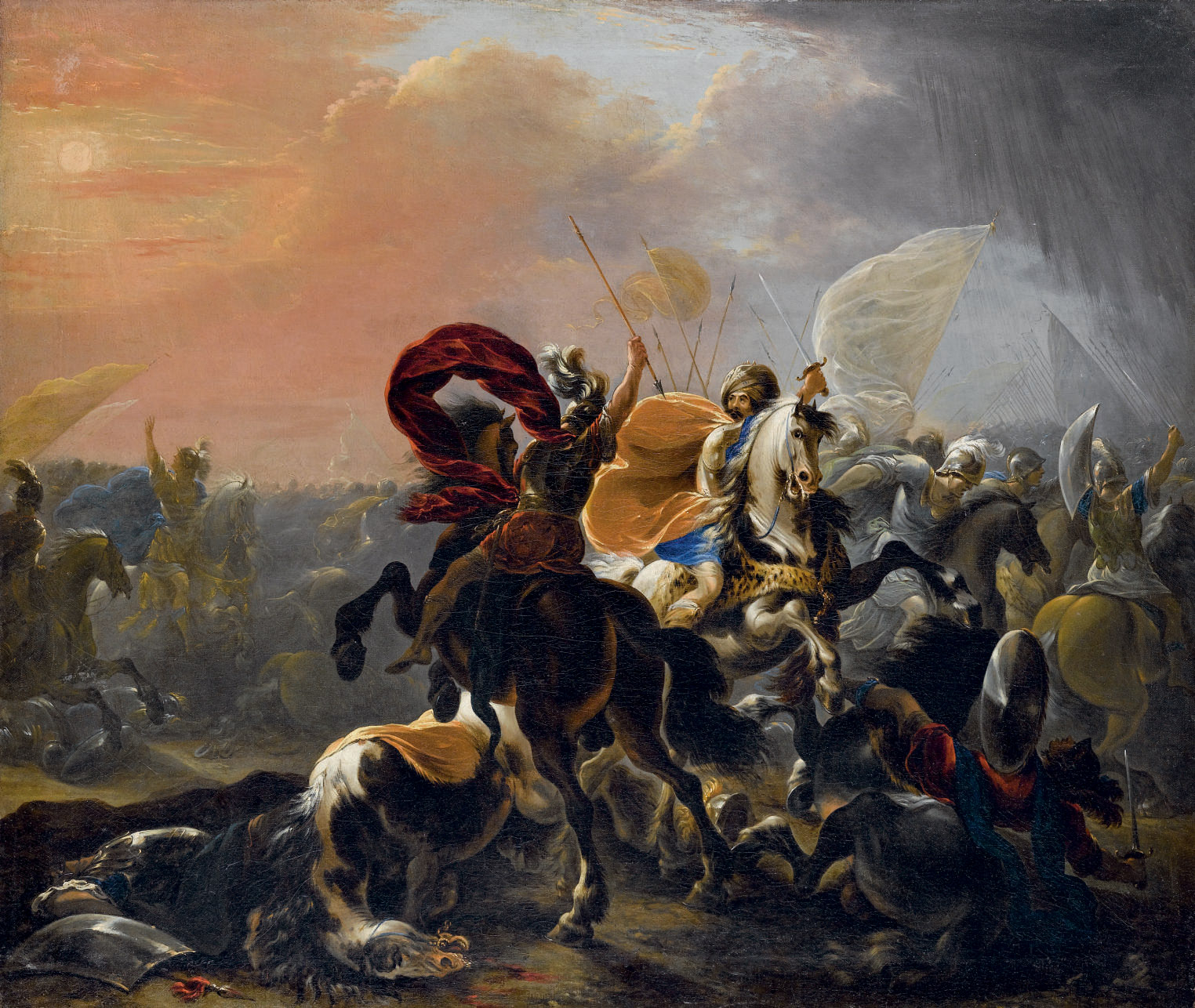
Gevecht tussen Turkse en christelijke ruiters.

## Levensloop
Hij werd geboren in een artistieke familie in Antwerpen.  Zijn vader Emanuel Adriaenssen was een vooraanstaand luitspeler en componist. Zijn oudere broer Alexander Adriaenssen was een succesrijk schilder gespecialiseerd in stillevens en zijn jongere broer Niclaes Adriaenssen werd een portretschilder.  Hij werd later ook de schoonvader van de schilder Jan de Momper.
Het wordt aangenomen dat hij zijn eerste schildersopleiding kreeg van zijn broer Alexander.  Hij is traceerbaar in Rome van 1625 tot ongeveer 1645.   Daarna is hij in Parijs van 1645 tot 1661 en opnieuw in Rome vanaf 1661 tot aan zijn dood. Vanaf 1663 zijn er aanwijzingen dat hij zijn rechterarm of rechterhand miste.  Dit verklaart zijn Franse en Italiaanse bijnamen le Manchole, Il Manciola en Il Manciolla die allemaal de ‘gebrekkige’ betekenen.  Waarom hij ook wordt aangeduid met de namen ‘’Leckerbeetjen’’of ‘’Leckerbetien’’ is niet bekend.  Deze namen betekenen lekkerbek of smulpaap maar kunnen ook een verwijzing zijn naar de bijnaam van de Brabantse held Gerard van Houwelingen.
Adriaensen wordt vaak verward met Vincent Malo.
Hij was de leraar van Michelangelo Cerquozzi in Rome en Luigi Garzi uit Rome toen die in Parijs verbleef.

## Werk
Hij was bekend als schilder van landschappen en veldslagen.  Hij werkte ook als decoratieschilder van interieurs en frescoschilder.  Hij schilderde fresco's in Rome en vervaardigde decoraties voor de koninklije paleizen te Vincennes en Saint-Cloud en het Palais du Luxembourg.  Hij werkte in de periode 1642-1645 voor kardinalen Richelieu en Mazarin en voor kardinaal Mazarin in Parijs in 1648.  Hij was ook gevraagd voor kerkelijke kunst.